# اولاد حمله
اولاد حمله (به عربی: أولاد حملة) یک منطقهٔ مسکونی در الجزایر است که در ناحیه عین ملیله واقع شده‌است. اولاد حمله ۵٬۹۹۳ نفر جمعیت دارد.